# Futebol Feminino do Sport Lisboa e Benfica
O Sport Lisboa e Benfica é uma equipa portuguesa de futebol feminino sediada em Lisboa. É uma das secções do clube eclético Sport Lisboa e Benfica.
A sua equipa profissional foi fundada e formada em dezembro de 2017. A equipa estreou-se com uma goleada vencendo o AD Lousada por 18-0 num jogo treino. Atualmente é pentacampeã nacional da primeira divisão feminina.

## Palmarés sénior
Palmarés
| Competições Nacionais | Competições Nacionais | Competições Nacionais | Competições Nacionais                       |
|                       | Competição            | Venceu                | Temporadas                                  |
| --------------------- | --------------------- | --------------------- | ------------------------------------------- |
|                       | Campeonato Nacional   | 5                     | 2020/21, 2021/22, 2022/23, 2023/24, 2024/25 |
|                       | Taça de Portugal      | 2                     | 2018/19, 2023/24                            |
|                       | Taça da Liga          | 5                     | 2019/20, 2020/21, 2022/23, 2023/24, 2024/25 |
|                       | Supertaça             | 3                     | 2019, 2022, 2023                            |
| Total                 |                       |                       |                                             |
|                       | Títulos               | Venceu                | Conquistas                                  |
|                       | Conquistas Oficiais   | 15                    | 15 Nacionais                                |